# Jan Vilém Sasko-Výmarský
Jan Vilém Sasko-Výmarský (11. března 1530, Torgau – 2. března 1573, Výmar) byl sasko-výmarský vévoda.

## Život
Narodil se jako druhorozený syn saského kurfiřta Jana Fridricha I. a jeho manželky Sibyly Klevské.
V době jeho narození otec nesl titul saského kurfiřta, v roce 1547, po své porážce a zajetí císařem Karlem V. ho kvůli podpoře Reformace ztratil. Jan Fridrich byl propuštěn a donucen přijmout menší titul saského vévody v oblasti podstatně menší, než byly jeho bývalé země v Durynsku. V roce 1554 po smrti svého otce zdědil vévodství Jan Vilém se svými bratry, starším Janem Fridrichem II. a mladším Janem Fridrichem III.
Tři bratři si vévodství rozdělili: Jan Fridrich II. jako hlava rodiny převzal Eisenach a Coburg; Jan Vilém obdržel Výmar; a Jan Fridrich III. zdědil Gothu. V roce 1565 však Jan Fridrich III. zemřel bez dědiců a dva přeživší bratři sepsali novou smlouvu o rozdělení jeho zemí. Starší bratr si ponechal své původní území a zabral Gothu, zatímco Janu Vilémovi zůstal Výmar. Plán rozdělení také stanovil, že oba bratři by si měli každé tři roky vyměnit své regiony. Toto ustanovení však nebylo nikdy provedeno.
Politika Jana Fridricha II. byla zaměřena na znovuzískání zemí a titulu kurfiřta, o který přišel jeho otec v roce 1547. Na krátké období 1564–1566 se mu podařilo získat znovu kurfiřtství, ale císaře Maxmiliána II. rozzlobilo jeho zapojení do politických intrik. Císař na něj nakonec uvalil acht (císařská klatba), což z něj učinilo objekt Reichsexekution (Akce císařské policie), které se účastnil i Jan Vilém. Po obléhání jeho hradu ve městě Gotha byl Jan Fridrich nakonec poražen a zbytek života strávil jako císařský vězeň. Jeho majetky byly zabaveny císařem a předány Janu Vilémovi, který se tím stal jediným vládcem celého Saského vévodství.
Jan Vilém však brzy upadl v císařovu nemilost, když vstoupil do služeb francouzského král Karla IX. jako generál v jeho tažení proti Hugenotům (francouzští králové byli nepřátelé Habsburků). Také ho to odcizilo jeho protestantským poddaným. Jan Vilém byl člen rodu Wettinů, který od dob Fridricha Moudrého sloužil jako ochranná moc protestantismu v Německu, ale on se přesto spojil s francouzským katolickým králem proti protestantským hugenotům.
Císař poštval dva přeživší syny Jana Fridricha II. proti Janu Vilémovi a v roce 1572 bylo uzavřeno dělení z Erfurtu. Vévodství bylo rozděleno na tři části. Starší ze dvou synů Jana Fridricha II., Jan Kazimír, obdržel Coburg, a mladší, Jan Arnošt, Eisenach. Janu Vilémovi zůstala pouze menší část vévodství, region kolem Výmaru, on si ale přidal ještě okresy Altenburg, Gotha a Meiningen.
Jan Vilém zemřel 2. března 1573 ve věku 42 let ve Výmaru.

## Manželství a potomci
15. června 1560 se ve třiceti letech v Heidelbergu oženil s o čtrnáct let mladší Doroteou Zuzanou, dcerou falckého kurfiřta Fridricha III. Manželé spolu měli pět dětí:
- Fridrich Vilém I. Sasko-Výmarský (1562–1602)
- Sibyla Marie Sasko-Výmarská (1563–1569)
- syn (1564)
- Jan II. Sasko-Výmarský (1570–1605)
- Marie Sasko-Výmarská (1571–1610)

## Vývod z předků
|                          |                          |  |                |                                         |  |  |  |  |  |  |  | Fridrich II. Saský |
|                          |                          |  |                |                                         |  |  |  |  |  |  |  |                    |
|                          | Arnošt Saský             |  |                |                                         |  |  |  |  |  |  |  |                    |
|                          |                          |  |                |                                         |  |  |  |  |  |  |  |                    |
|                          |                          |  |                | Markéta Habsburská                      |  |  |  |  |  |  |  |                    |
|                          |                          |  |                |                                         |  |  |  |  |  |  |  |                    |
|                          | Jan Saský                |  |                |                                         |  |  |  |  |  |  |  |                    |
|                          |                          |  |                |                                         |  |  |  |  |  |  |  |                    |
|                          |                          |  |                | Albrecht III. Bavorský                  |  |  |  |  |  |  |  |                    |
|                          |                          |  |                |                                         |  |  |  |  |  |  |  |                    |
|                          | Alžběta Bavorská         |  |                |                                         |  |  |  |  |  |  |  |                    |
|                          |                          |  |                |                                         |  |  |  |  |  |  |  |                    |
|                          |                          |  |                | Anna Brunšvicko-Grubenhagensko-Einbecká |  |  |  |  |  |  |  |                    |
|                          |                          |  |                |                                         |  |  |  |  |  |  |  |                    |
|                          | Jan Fridrich I. Saský    |  |                |                                         |  |  |  |  |  |  |  |                    |
|                          |                          |  |                |                                         |  |  |  |  |  |  |  |                    |
|                          |                          |  |                | Jindřich IV. Meklenburský               |  |  |  |  |  |  |  |                    |
|                          |                          |  |                |                                         |  |  |  |  |  |  |  |                    |
|                          | Magnus II. Meklenburský  |  |                |                                         |  |  |  |  |  |  |  |                    |
|                          |                          |  |                |                                         |  |  |  |  |  |  |  |                    |
|                          |                          |  |                | Dorotea Braniborská                     |  |  |  |  |  |  |  |                    |
|                          |                          |  |                |                                         |  |  |  |  |  |  |  |                    |
|                          | Žofie Meklenburská       |  |                |                                         |  |  |  |  |  |  |  |                    |
|                          |                          |  |                |                                         |  |  |  |  |  |  |  |                    |
|                          |                          |  |                | Erik II. Pomořanský                     |  |  |  |  |  |  |  |                    |
|                          |                          |  |                |                                         |  |  |  |  |  |  |  |                    |
|                          | Žofie Pomořanská         |  |                |                                         |  |  |  |  |  |  |  |                    |
|                          |                          |  |                |                                         |  |  |  |  |  |  |  |                    |
|                          |                          |  |                | Žofie Pomořanská                        |  |  |  |  |  |  |  |                    |
|                          |                          |  |                |                                         |  |  |  |  |  |  |  |                    |
| Jan Vilém Sasko-Výmarský |                          |  |                |                                         |  |  |  |  |  |  |  |                    |
|                          |                          |  |                |                                         |  |  |  |  |  |  |  |                    |
|                          |                          |  | Jan I. Klevský |                                         |  |  |  |  |  |  |  |                    |
|                          |                          |  |                |                                         |  |  |  |  |  |  |  |                    |
|                          | Jan II. Klevský          |  |                |                                         |  |  |  |  |  |  |  |                    |
|                          |                          |  |                |                                         |  |  |  |  |  |  |  |                    |
|                          |                          |  |                | Alžběta z Nevers                        |  |  |  |  |  |  |  |                    |
|                          |                          |  |                |                                         |  |  |  |  |  |  |  |                    |
|                          | Jan III. Klevský         |  |                |                                         |  |  |  |  |  |  |  |                    |
|                          |                          |  |                |                                         |  |  |  |  |  |  |  |                    |
|                          |                          |  |                | Jindřich III. Hornohesenský             |  |  |  |  |  |  |  |                    |
|                          |                          |  |                |                                         |  |  |  |  |  |  |  |                    |
|                          | Matylda Hesenská         |  |                |                                         |  |  |  |  |  |  |  |                    |
|                          |                          |  |                |                                         |  |  |  |  |  |  |  |                    |
|                          |                          |  |                | Anna z Katzenelnbogenu                  |  |  |  |  |  |  |  |                    |
|                          |                          |  |                |                                         |  |  |  |  |  |  |  |                    |
|                          | Sibyla Klevská           |  |                |                                         |  |  |  |  |  |  |  |                    |
|                          |                          |  |                |                                         |  |  |  |  |  |  |  |                    |
|                          |                          |  |                | Gerhard VII. z Jülich-Bergu             |  |  |  |  |  |  |  |                    |
|                          |                          |  |                |                                         |  |  |  |  |  |  |  |                    |
|                          | Vilém IV. z Jülich-Bergu |  |                |                                         |  |  |  |  |  |  |  |                    |
|                          |                          |  |                |                                         |  |  |  |  |  |  |  |                    |
|                          |                          |  |                | Žofie Sasko-Lauenburská                 |  |  |  |  |  |  |  |                    |
|                          |                          |  |                |                                         |  |  |  |  |  |  |  |                    |
|                          | Marie z Jülich-Bergu     |  |                |                                         |  |  |  |  |  |  |  |                    |
|                          |                          |  |                |                                         |  |  |  |  |  |  |  |                    |
|                          |                          |  |                | Albrecht III. Achilles                  |  |  |  |  |  |  |  |                    |
|                          |                          |  |                |                                         |  |  |  |  |  |  |  |                    |
|                          | Sibyla Braniborská       |  |                |                                         |  |  |  |  |  |  |  |                    |
|                          |                          |  |                |                                         |  |  |  |  |  |  |  |                    |
|                          |                          |  |                | Anna Saská                              |  |  |  |  |  |  |  |                    |
|                          |                          |  |                |                                         |  |  |  |  |  |  |  |                    |